# Megalestes lieftincki
Megalestes lieftincki – gatunek ważki z rodziny Synlestidae.